# تشيب برايان
تشيب برايان (بالإنجليزية: Chip Brian)‏ هو شخصية أعمال أمريكي، ولد في 11 نوفمبر 1970 في لوس أنجلوس في الولايات المتحدة.